# Armand Verspeeten
Armand Verspeeten (Gent, 23 april 1910 - Kaprijke, 15 november 2001) was een Belgisch senator.

## Levensloop
Opgegroeid in een textielarbeidersgezin, zijn vader was wever en zijn moeder vlasspinster, werd hij van school gehaald om mee te gaan werken en werd drukkersgast. Hij sloot zich aan bij de socialistische vakbond en met steun van de Belgische Werkliedenpartij kon hij aan de Arbeidshogeschool in Ukkel gaan studeren. 
Hij werd privésecretaris van de Gentse schepen Edward Anseele jr., tot de socialisten in 1934 het schepencollege moesten verlaten vanwege de problemen bij de Bank van de Arbeid. Verspeeten vond werk in een metaalbedrijf, maar kreeg aanslepende gezondheidsproblemen en werd werkloos. In 1939 moest hij aankloppen voor steun bij de Commissie voor Openbare Onderstand (COO). Tijdens de Tweede Wereldoorlog begon hij een boek- en papierhandel op de Ferrerlaan.
Na de oorlog werd hij in 1945 voor de BSP gemeenteraadslid van Gent en van 1946 tot 1958 provincieraadslid van Oost-Vlaanderen. In 1951 werd hij verkozen tot gewestelijk ACOD-secretaris.
Van 1958 tot 1977 zetelde Verspeeten in de Senaat: van 1958 tot 1965 als rechtstreeks gekozen senator voor het kiesarrondissement Gent-Eeklo, van 1965 tot 1968 als provinciaal senator voor Oost-Vlaanderen en van 1968 tot 1977 opnieuw als rechtstreeks gekozen senator. 
In de periode december 1971-april 1977 had hij als gevolg van het toen bestaande dubbelmandaat ook zitting in de Cultuurraad voor de Nederlandse Cultuurgemeenschap, die op 7 december 1971 werd geïnstalleerd en de verre voorloper is van het Vlaams Parlement.
In 1971 werd hij verkozen tot voorzitter van de COO van Gent. Onder zijn bestuur begon de uitbouw van de dienstencentra voor bejaarden, zoals Ten Hove en De Regenboog. Hij legde ook de eerste steen van een nieuw ziekenhuis aan de Watersportbaan.
Na zijn pensionering ging hij in Kaprijke wonen. Hij stichtte er een SP-afdeling, die na vier jaar 200 leden telde. Hij bleef er voorzitter van tot zijn 75ste. Nog in oktober 1994 ging hij propagandafolders bussen. "Als militant van mijn partij wil ik op dezelfde wijze eindigen zoals ik op vijftienjarige leeftijd begonnen ben", luidde zijn uitleg. 